# Тяжёлые атомные авианосцы проекта 11430
Авианосцы проекта 11430Э «Ламантин» — проект перспективного российского многоцелевого тяжёлого авианесущего крейсера (ТАКР/ТАВКР), возможно даже и полноценного авианосца, разработанный Невским ПКБ, входящим в Объединённую судостроительную корпорацию (СОК) при участии Крыловского государственного научно-исследовательского центра (КГНЦ). Предположительно является копией проекта советского авианосца «Ульяновск», разработанного в восьмидесятых годах XX века.

## История
На IX Международном военно-морском салоне (МВМС) в Санкт-Петербурге в июле 2019 года Невское проектно-конструкторское бюро (ПКБ) представило новейший авианосец проекта 11430Э «Ламантин» с прицелом на международные рынки. Буква «Э» в названии корабля указывает на то что данная работа в основном рассчитана на экспорт.
Концепция нового авианосца основывается на наработках по проекту атомного тяжелого авианесущего крейсера проекта 1143.7 «Ульяновск». В описании к проекту корабля говорится, что авианосец «Ламантин» предназначен для обеспечения базирования и боевого применения авиагруппы, включающей корабельные летательные аппараты (ЛАК) различных типов.
Авианосец «Ламантин» способен применять оружие и вооружение против воздушных, морских (подводных и надводных) сил, а также сухопутных войск и наземных объектов противника в океанской, морской и прибрежных зонах, а также для обеспечения боевой устойчивости корабельных группировок ВМС и прикрытия войск морского десанта и сил его высадки от ударов и атак средств воздушного нападения противника.

## Технические характеристики
Длина — до 350 м
Ширина — около 41 м
Осадка — 12,0 м
Водоизмещение — 80-90 тысяч тонн
Скорость полного хода — до 30 узлов
Автономность — 120 суток
Экипаж авианосца — 2800 человек, в состав авиагруппы будут входить 800 человек. На корабле в общей сложности можно будет разместить до 60 летательных аппаратов разного типа: легкие и тяжелые истребители, корабельные вертолеты и самолеты дальнего радиолокационного обнаружения, до 10 БПЛА. Срок службы авианосца — более 50 лет.
Авиагруппа:
- многоцелевые истребители СУ-57К
- многоцелевые истребители СУ-33М
- самолёты дальнего радиолокационного обнаружения Як-44
- многоцелевые истребители СУ-35СМК
- многоцелевые палубные вертолёты

«Ламантин» будет оснащен атомной энергетической установкой, а также трамплином, двумя электромагнитными катапультами, четырьмя аэрофинишерами.